# 1999 Голяма награда на Австралия
1999 Голяма награда на Австралия е 15-о за Голямата награда на Австралия и първи кръг от сезон 1999 във Формула 1, провежда се на 7 март 1999 година на пистата Албърт Парк в Мелбърн, Австралия.

## Репортаж
- В квалификациите Марк Жене постига 107 % от времето на първия. въпреки това е допуснат да се състезава от ФИА.
- И двата автомобила на Стюарт се запалват на старта.
- Първо състезание за Марк Жене, Педро де ла Роса и Рикардо Зонта, за отбора на БАР и производителя на двигатели Супертек.
- Статистика:
  - Първа победа на Еди Ървайн;
  - Десета победа на Бриджстоун;
  - 75-о състезание за Дейвид Култард, 50-о за Жак Вилньов, 20-о на Александър Вурц.

### Квалификация
Резултатите от квалификацията от предната година са почти същите, с Мика Хакинен от Макларън на първа позиция и Дейвид Култард на втора позиция. Михаел Шумахер е трети с Ферари, а приятната изненада дойде от Рубенс Барикело чийто Стюарт взе 4-та позиция. Хайнц-Харалд Френтцен в своя първи старт с Джордан завърши пети с Еди Ървайн 6-и. Джанкарло Фисикела и Ралф Шумахер се наредиха на 4-та редица с Деймън Хил и Александер Вурц на 5-а. Жак Вилньов се класира на 11-а позиция със своя БАР правейки добро представяне за новия отбор. Алесандро Занарди започна своето завръщане чак на 15-а позиция. Марк Жене един от новобранците този сезон е с 0.047 секунди зад 107% време, но от тима поискаха разрешение от стюардите да му дадат шанс да се състезава за състезанието, което е прието от тях.

### Състезанието
Първите признаци на проблеми дойдоха от болида на Хакинен който все още е в бокса, докато другите вече са заели позициите си на стартовата решетка. На последната минута отборът реши да използва резервния болид и преди пита да бъде затворен, Хакинен излезе на трасето за да заеме позицията си. Проблемите обаче не бяха дотук. Точно преди началото на старта двата болида на Стюарт обгълваха с пушек. И двамата имаха горивна теч и малки пламъци до шасито. Стартът е анулиран докато от отбора на Джаки и Пол Стюарт готвеха резервната кола за Рубенс Барикело, докато Джони Хърбърт нямаше друга опция освен да гледа състезанието. След тези проблеми, е обявено че състезанието ще бъде с 57 обиколки. Преди новата загрявачна обиколка да бъде дадена, има още паника за тима на „Сребърните стрели“. Резервния болид на Хакинен тръгна но на място. Михаел Шумахер е 3-ти точно зад Хакинен – и докато механиците на Макларън работеха усилено за да отстранят повредата. Междувременно двигателя на Шумахер изгасна, заедно с Ероуз-а на Тора Такаги стартирайки 17-и. Хакинен все пак тръгна преди последната кола да бъде изпреварена така, че той има възможност да си заеме позицията си, за разлика от Шумахер който трябваше да стартира последен (същият сценарий се случва по време на състезанието през предната година).
Стартира мина добре с Макларън-ите първи и втори следвани от Ървайн, Френтцен, Фисикела и Ралф Шумахер. В задната част на колоната скоростната кутия на Жан Алези се предаде, докато Деймън Хил е първата жертва на състезанието след като е завъртян от Прост-а на Ярно Трули. Позициите на първите 6 не бяха променени по време на първите обиколки на състезанието. Михаел трябваше да се бори с по-бавни болиди, като е в битка между Такаги и Лука Бадоер. След 13 обиколки двата Макларъна вече бяха на около 18 секунди от Ървайн, преди Култард да отпадне с проблеми с трансмисията. В другата част на трасето Вилньов загуби контрол след като задното крило се откачи и се удари в бетонната стена, пращайки колата за сигурност да излезе на трасето. Това е добра новина за Ферари, докато Хакинен загуби преднината си пред останалите. Бяха отнети две обиколки за да извадят болида на Вилньов от трасето. От това се възползваха Педро Диниз, Рикардо Зонта и Бадоер които са спрели в бокса. Когато колата за сигурност се прибра в бокса докато състезанието е рестартирано. Отново проблеми сполетяха Хакинен след като болидът му не успя да се ускори и биван изпреварван от всички пилоти. Оказа се повреда на газта която е била причината финладеца да отпадне от състезанието. Ървайн изненадващо излезе начело пред Френтцен, Трули, Фисикела, Ралф и Михаел Шумахер. На 21-ва обиколка Занарди катастрофира след завъртане, което прати „сейфти-кара“ отново на трасето. Барикело и Трули спряха в бокса заедно, докато за Трули това е първи от общо два планирани пит-стопа. Оливие Панис отпадна със спучено колело, докато състезанието на Шумахер почти е провалено след спукана задна дясна гума и счупено предно крило. Александер Вурц се следващия със списъка от отпадналите след като задното дясно окачване на неговия Бенетон се счупи поради завъртане в 29-а обиколка. Ървайн и Френтцен спряха заедно в бокса като позициите не бяха променени. Това даде шанс на Фисикела да бъде между тях на 2-ра позиция, без да е спрял в бокса. Три обиколки по-късно италианеца е за своя единствен стоп и излезе на трасето 5-и зад Педро де ла Роса от Ероуз. Обиколка по-късно М. Шумахер отново спря при своите механици този път да му бъде сменено волана на неговото Ферари. Барикело трябваше да се бори с де ла Роса за 5-а позиция и то успешно докато испанеца трябваше да се задоволи с 6-а позиция. Денят обаче е за Еди Ървайн след като поведе от 18-а обиколка той не е загубил първата позиция и това е първа победа за него и за Ферари за този сезон. Френтцен и Р. Шумахер финишираха съответно 2-ри и 3-ти. След всичките проблеми Михаел завърши 8-и и последен с обиколка изостване от победителя.

## Класиране

### Квалификация
| Поз | No | Пилот                 | Конструктор         | Време    | Разл.  |
| --- | -- | --------------------- | ------------------- | -------- | ------ |
| 1   | 1  | Мика Хакинен          | Макларън-Мерцедес   | 1:30.462 |        |
| 2   | 2  | Дейвид Култард        | Макларън-Мерцедес   | 1:30.946 | +0.484 |
| 3   | 3  | Михаел Шумахер        | Ферари              | 1:31.781 | +1.319 |
| 4   | 16 | Рубенс Барикело       | Стюарт-Форд         | 1:32.148 | +1.686 |
| 5   | 8  | Хайнц-Харалд Френтцен | Джордан-Муген-Хонда | 1:32.276 | +1.814 |
| 6   | 4  | Еди Ървайн            | Ферари              | 1:32.289 | +1.827 |
| 7   | 9  | Джанкарло Фисикела    | Бенетон-Плеилайф    | 1:32.540 | +2.078 |
| 8   | 6  | Ралф Шумахер          | Уилямс-Супертек     | 1:32.691 | +2.229 |
| 9   | 7  | Деймън Хил            | Джордан-Муген-Хонда | 1:32.695 | +2.233 |
| 10  | 10 | Александер Вурц       | Бенетон-Плеилайф    | 1:32.789 | +2.327 |
| 11  | 22 | Жак Вилньов           | БАР-Супертек        | 1:32.888 | +2.426 |
| 12  | 19 | Ярно Трули            | Прост-Пежо          | 1:32.971 | +2.509 |
| 13  | 17 | Джони Хърбърт         | Стюарт-Форд         | 1:32.991 | +2.529 |
| 14  | 12 | Педро Диниз           | Заубер-Петронас     | 1:33.374 | +2.912 |
| 15  | 5  | Алесандро Занарди     | Уилямс-Супертек     | 1:33.549 | +3.087 |
| 16  | 11 | Жан Алези             | Заубер-Петронас     | 1:33.910 | +3.448 |
| 17  | 15 | Тораносуке Такаги     | Ероуз               | 1:34.182 | +3.720 |
| 18  | 14 | Педро де ла Роса      | Ероуз               | 1:34.244 | +3.782 |
| 19  | 23 | Рикардо Зонта         | БАР-Супертек        | 1:34.412 | +3.950 |
| 20  | 18 | Оливие Панис          | Прост-Пежо          | 1:35.068 | +4.606 |
| 21  | 20 | Лука Бадоер           | Минарди-Форд        | 1:35.316 | +4.854 |
| 22  | 21 | Марк Жене             | Минарди-Форд        | 1:37.013 | +6.551 |

### Състезание
| Поз | No | Пилот                | Конструктор         | Обиколки | Време/Отпадане                       | На старта | Точки |
| --- | -- | -------------------- | ------------------- | -------- | ------------------------------------ | --------- | ----- |
| 1   | 4  | Еди Ървайн           | Ферари              | 57       | 1:35:01.659                          | 6         | 10    |
| 2   | 8  | Хайнц-Харалд Френцен | Джордан-Муген-Хонда | 57       | +1.027                               | 5         | 6     |
| 3   | 6  | Ралф Шумахер         | Уилямс-Супертек     | 57       | +7.012                               | 8         | 4     |
| 4   | 9  | Джанкарло Фисикела   | Бенетон-Плейлайф    | 57       | +33.418                              | 7         | 3     |
| 5   | 16 | Рубенс Барикело      | Стюарт-Форд         | 57       | +54.698                              | 4         | 2     |
| 6   | 14 | Педро де ла Роса     | Ероуз               | 57       | +1:24.317                            | 18        | 1     |
| 7   | 15 | Тораносуке Такаги    | Ероуз               | 57       | +1:26.288                            | 17        |       |
| 8   | 3  | Михаел Шумахер       | Ферари              | 56       | +1 Об.                               | 3         |       |
| Отп | 23 | Рикардо Зонта        | БАР-Супертек        | 48       | Ск.кутия                             | 19        |       |
| Отп | 20 | Лука Бадоер          | Минарди-Форд        | 42       | Ск.кутия                             | 21        |       |
| Отп | 10 | Александър Вурц      | Бенетон-Плейлайф    | 28       | Отказва се                           | 10        |       |
| Отп | 12 | Педро Диниз          | Заубер-Петронас     | 27       | Трансмисия                           | 14        |       |
| Отп | 21 | Марк Жене            | Минарди-Форд        | 25       | Сблъсък                              | 22        |       |
| Отп | 19 | Ярно Трули           | Прост-Пежо          | 25       | Катастрофа                           | 12        |       |
| Отп | 18 | Оливие Панис         | Прост-Пежо          | 23       | Завъртане                            | 20        |       |
| Отп | 1  | Мика Хакинен         | Макларън-Мерцедес   | 21       | Загуба на мощност                    | 1         |       |
| Отп | 5  | Алесандро Занарди    | Уилямс-Супертек     | 20       | Завъртане                            | 15        |       |
| Отп | 2  | Дейвид Култард       | Макларън-Мерцедес   | 13       | Хидравлика                           | 2         |       |
| Отп | 22 | Жак Вилньов          | БАР-Супертек        | 13       | Счупено крило                        | 11        |       |
| Отп | 7  | Деймън Хил           | Джордан-Муген-Хонда | 0        | Катастрофа                           | 9         |       |
| Отп | 11 | Жан Алези            | Заубер-Петронас     | 0        | Ск.кутия                             | 16        |       |
| НКл | 17 | Джони Хърбърт        | Стюарт-Форд         | 0        | Запалва се преди старта/ без рестарт | 13        |       |

## Класиране след състезанието
| Поз | Пилот                | Точки |
| --- | -------------------- | ----- |
| 1   | Еди Ървайн           | 10    |
| 2   | Хайнц-Харалд Френцен | 6     |
| 3   | Ралф Шумахер         | 4     |
| 4   | Джанкарло Фисикела   | 3     |
| 5   | Рубенс Барикело      | 2     |
| 6   | Педро де ла Роса     | 1     |

| Поз | Конструктор         | Точки |
| --- | ------------------- | ----- |
| 1   | Ферари              | 10    |
| 2   | Джордан-Муген-Хонда | 6     |
| 3   | Уилямс-Супертек     | 4     |
| 4   | Бенетон-Плейлайф    | 3     |
| 5   | Стюарт-Форд         | 2     |
| 6   | Ероуз               | 1     |

- Бележка: И в двете класирания са показани само първите пет отбора.